# Đoàn Cảnh Trụ
Đoàn Cảnh Trụ, tên hiệu Kim Mao Khuyển (tiếng Trung: 金毛犬), là một nhân vật hư cấu trong tiểu thuyết cổ điển Trung Quốc Thủy hử. Ông đứng cuối trong 72 Địa Sát Tinh của 108 anh hùng Lương Sơn Bạc.
Đoàn Cảnh Trụ người ở Trác Châu, tóc đỏ râu vàng nên có biệt danh là Kim mao khuyển (chó lông vàng), bình sinh kiếm ăn bằng nghề trộm ngựa ở mạn Bắc, tới mùa xuân năm đó qua núi Sương Can Sơn lấy được con ngựa rất quý toàn trắng như tuyết, suốt mịn không có một cái lông nào khác sắc, từ đầu chí cuối vừa dài được một trượng, từ lưng tới móng cao tám thước hơn, một ngày có thể đi được nghìn dặm, vẫn có tiếng là Chiến dạ Ngọc Sư tử xưa nay. Con ngựa đó Đoàn Cảnh Trụ lấy của con vua nước Kim, thả ở trên núi Sương Can Sơn, định đem làm lễ mừng để yết kiến Tống Giang. Bất đồ đi qua chợ Tăng Đầu phía Tây Nam Lăng Châu, bị đám Tăng gia ngũ hổ sấn ra cướp lấy. Cảnh Trụ nói là của Tống Công Minh để mong chúng trả lại, chúng nghe nói, lại giở những lời thô bỉ hỗn hào, Cảnh Trụ bực tức, qua Lương Sơn Bạc yết kiến Tống Giang kể rõ mọi chuyện, Tống Giang liền thu nạp Đoàn Cảnh Trụ. Sau này Đoàn Cảnh Trụ cùng Thạch Tú, Dương Lâm đi mua ngựa tốt về cho Lương Sơn, thì bị tướng của Tăng Đầu thị là Úc Bảo Tứ cướp lấy ngựa, về bẩm với Tiều Cái. Tiều Cái giận dẫn quân đi đánh chợ Tăng Đầu, bị Sử Văn Cung bắn chết. Khi hạ được Tăng đầu thị, Lư Tuấn Nghĩa bắt sống Sử Văn Cung, quân Lương Sơn lấy lại được ngựa tốt, còn chiêu nạp được thêm Úc Bảo Tứ.
Sau này quân Lương Sơn đi Giang Nam đánh Phương Lạp, theo lệnh Tống Giang, Nguyễn Tiểu Thất cùng với Trương Hoành, Hầu Kiện và Đoàn Cảnh Trụ đem các thủy thủ ra biển tìm được thuyền chèo đến huyện Hải Diệm để tìm cách cho thuyền vào sông Tiền Đường. Không ngờ sóng to gió lớn thuyền trôi ra biển cả. Cố sức chèo vào bờ thì sóng gió làm hỏng thuyền, Hầu Kiện và Đoàn Cảnh Trụ không biết bơi đều rơi xuống nước chết đuối.